# Jakob Ejersbo
Jakob Ejersbo, né à Rødovre le 6 avril 1968 et mort à Aalborg le 10 juillet 2008 , est un écrivain danois.

## Œuvre traduite en français
- Exil [« Eksil »], trad. d’Hélène Hervieu, Paris, Éditions Galaade, 2013, 431 p.  (ISBN 978-2-35176-256-1)[2],[3]